# (439718) Danielcervantes
(439718) Danielcervantes  es el nombre de un asteroide perteneciente al cinturón de asteroides descubierto el 12 de abril de 2010 por el WISE desde su mismo observatorio. 

## Designación y nombre
Su nombre se debe al ingeniero astrónomo Daniel Cervantes (1973) especializado en sistemas de guía y control de la NASA. Anteriormente fue llamado 2010 GW82 y 2015 DW137. 

## Características orbitales
Danielcervantes está situado a una distancia media de 3.1910415 ua, pudiendo alejarse una distancia máxima de 3.774 ua y acercarse un máximo de 2.6079275 ua. Su excentridad es de 0.1827347. Emplea 5.7 años en completar una órbita. 

## Características físicas
Este asteroide tiene una magnitud absoluta de 16.4